# Geoffrey Douglas Madge
Geoffrey Douglas Madge (* 3. Oktober 1941 in Adelaide/South Australia) ist ein australischer Pianist, Komponist und Musikpädagoge.

## Leben
Madge hatte ab dem achten Lebensjahr Klavierunterricht, den er am Elder Conservatorium seiner Heimatstadt bei Clemens Leski fortsetzte, und tourte drei Jahre als Mitglied eines Klaviertrios durch Australien. Nachdem er 1963 die ABC Piano Competition in Sydney gewonnen hatte, reiste er nach Europa und studierte dort bei Eduardo del Pueyo in Brüssel, bei Géza Anda in Luzern und bei Péter Solymos. Ab 1970 lebte er in den Niederlanden und unterrichtete bis 2006 als Professor für Klavier am Koninklijk Conservatorium Den Haag, wo u. a. Gerard Bouwhuis bei ihm studierte. Daneben gab er Meisterklassen u. a. in Russland, Polen, Frankreich, England, Deutschland und Australien.
Als Pianist gab er Ende der 1960er Jahre erfolgreiche Debütkonzerte in London, Köln, Budapest und Amsterdam. Er hatte Auftritte in den meisten Kapitalen Europas, unternahm Tourneen durch Japan und Australien und debütierte 1983 in Chicago und 1984 in Montreal. In seinen Recitalprogrammen kombinierte er häufig klassische, romantische und zeitgenössische Klavierwerke. In dem Projekt Cathedrals of Sound führte er in mehreren Recitals herausragende Werke der Klavierliteratur auf. Unter anderem spielte er auch Das Wohltemperierte Klavier und die Goldberg-Variationen von Johann Sebastian Bach, die Diabelli-Variationen und die Hammerklaviersonate von Ludwig van Beethoven, die Variationen und Fuge über ein Thema von Bach von Max Reger und die Études von Claude Debussy.
Bereits seit seiner frühen Zeit galt sein Interesse den Werken in Vergessenheit geratener Musiker. So studierte er die Musik russischer Komponisten aus der Revolutionszeit und brachte Werke von Alexander Mossolow, Arthur Lourié, Nikolai Roslawez, Iwan Wyschnegradsky und anderen zur Aufführung. Nach seiner Ankunft in Europa lernte er Iannis Xenakis kennen, dessen Herma er 1970 in London spielte. 1975 war er Gast beim Xenakis Festival und nahm bei Decca Records das Klavierkonzert Synaphai mit dem New Philharmonia Orchestra unter Leitung von Elgar Howarth auf.
Durch seine Verbindungen zur griechischen Musik kam er auch in Kontakt mit Nikos Skalkottas. Bei den Musiktagen der International Society for Contemporary Music 1979 in Athen spielte er die Uraufführung von dessen 32 Piano Pieces. Seine drei Klavierkonzerte nahm er zwischen 1999 und 2005 für das schwedische Label BIS Records mit dem Dirigenten Nikos Christodoulou auf.
Madges langjähriges Studium der Klavierwerke Ferruccio Busonis mündete in eine Aufnahme von dessen Werken für Klavier solo auf sechs CDs beim Label Philips. Als erster und einziger Pianist führte er mit Erlaubnis des Komponisten beim Holland Festival 1982 das komplette Opus Clavicembalisticum von Kaikhosru Shapurji Sorabji auf, das er später auch in Chicago, Montreal, Bonn und Paris spielte. Eine Aufnahme des Konzerts in Chicago erschien auf fünf CDs bei BIS Records. Weiterhin spielte Madge u. a. Klavierwerke von Leopold Godowsky, Dimitri Mitropoulos, Julius Reubke, Ernst Krenek und Stefan Wolpe, die drei Klavierkonzerte von Nikolai Medtner und George Gershwins Werke für Klavier und Orchester auf CD ein.
Bereits seit seiner frühen Zeit in Australien komponierte Madge u. a. Lieder, Werke für Klavier solo und Streichquartette. Sein Ballett Monkeys in a cage wurde 1977 am Sydney Opera House uraufgeführt, sein Konzert für Klavier und Orchester 1985 in Amsterdam. 2005 wurde er in Krakau mit der silbernen Gloria-Artis-Medaille für kulturelle Verdienste ausgezeichnet.